# الولايات المتحدة والغزو الروسي لأوكرانيا 2022
كان موقف الولايات المتحدة من الغزو الروسي لأوكرانيا عام 2022 لصالح أوكرانيا، حيث أدانت الدولة الغزو، وقدمت مساعدات إنسانية وعسكرية لأوكرانيا، وفرضت عقوبات على روسيا وبيلاروسيا.

## مساعدات لأوكرانيا
مباشرة بعد الغزو، أعلن جو بايدن أنه سيتم توفير 350 مليون دولار إضافية من الأسلحة الأمريكية لأوكرانيا. كان ذلك بالإضافة إلى صواريخ ستينغر المضادة للطائرات وأنظمة صواريخ جافلين التي قدمتها الولايات المتحدة والتي يتم نقلها، بإذن أمريكي، من إستونيا ولاتفيا وليتوانيا إلى أوكرانيا.
وذكر بايدن أنه سيتم نقل 800 جندي أمريكي من إيطاليا إلى منطقة البلطيق، وسيتم نقل ثماني طائرات مقاتلة من طراز إف-35 من ألمانيا إلى أوروبا الشرقية، وسيتم نقل 32 طائرة هليكوبتر أباتشي من ألمانيا واليونان إلى بولندا. ومع ذلك، قال الرئيس إن الجيش الأمريكي لن يقاتل روسيا في أوكرانيا، لكنه سيدافع عن كل شبر من أراضي الناتو.
أمر وزير الدفاع الأمريكي لويد أوستن بنشر حوالي 7000 جندي إضافي في أوروبا. في 26 فبراير، زود وزير الخارجية الأمريكي أنتوني بلينكين أوكرانيا بمبلغ إضافي قدره 350 مليون دولار كمساعدات عسكرية لتعزيز قدراتها الدفاعية.
في 16 مارس، أعلن بايدن عن 800 مليون دولار إضافية كمساعدة أمنية لأوكرانيا، وبذلك يصل إجمالي المساعدة الأمنية الأمريكية المخصصة لأوكرانيا إلى ملياري دولار منذ بدء إدارة بايدن. وفي 27 ديسمبر 2023 أعلنت الولايات المتحدة الإفراج عن مساعدات عسكرية لأوكرانيا بقيمة 250 مليون دولار، وهي الحزمة الأخيرة لعام 2023.
في 9 أبريل 2024 صرّح الجيش الأميركي أن الولايات المتحدة زودت أوكرانيا بأسلحة خفيفة وذخيرة تمّت مصادرتها أثناء نقلها من القوات الإيرانية إلى جماعة "الحوثي" اليمنية.حيث نشرت القيادة العسكريّة الأميركية الوسطى "سينتكوم" على وسائل التواصل الاجتماعي: "نقلت حكومة الولايات المتحدة أكثر من 5 آلاف (سلاح كلاشنيكوف) من طراز AK-47 ورشاشات وبنادق قناصة و RPG-7، وأكثر من 500 ألف قطعة ذخيرة عيار 7.62 ميليميتر إلى القوات المسلحة الأوكرانية" الأسبوع الماضي.
تعاونت الوكالة الأمريكية للتنمية الدولية، مع وكالات الأمم المتحدة لتوفير إمدادات الإغاثة في جميع أنحاء أوكرانيا، بما في ذلك أغذية الطوارئ، ومجموعات الجراحة والطبية، والبطانيات الحرارية، وإمدادات الصرف الصحي. منذ بداية الغزو الروسي، قدمت الوكالة الأمريكية للتنمية 107 مليون دولار كمساعدات إنسانية.
وفي 20 أبريل 2024 أقر مجلس النواب الأميركي بأغلبية الحزبين الديمقراطي والجمهوري بحزمة مساعدات لأوكرانيا بقيمة 61 مليار دولار. في 9 يناير 2025، أعلنت مصادر أميركية مطلعة أن إدارة الرئيس جو بايدن تستعد للإعلان عن حزمة مساعدات عسكرية جديدة إلى أوكرانيا بقيمة 500 مليون دولار.
وتتضمن المساعدة سحب الإمدادات العسكرية والأسلحة من المخزونات الأميركية عبر سلطة السحب الرئاسية.
ومع هذه الحزمة الأخيرة، يصل إجمالي المساعدات الأمنية التي قدمتها إدارة بايدن إلى أوكرانيا منذ بدء الغزو الروسي في 2022 إلى نحو 65 مليار دولار.

## إدانة روسيا
وافق مجلس الشيوخ الأمريكي بالإجماع على قرار يدين الرئيس الروسي فلاديمير بوتين كمجرم حرب. قال زعيم الأغلبية الديمقراطية في مجلس الشيوخ، تشاك شومر، في خطاب ألقاه في قاعة مجلس الشيوخ قبل اجتماع المجلس: «لقد انضممنا جميعًا في هذه القاعة، إلى جانب الديمقراطيين والجمهوريين، للقول إن فلاديمير بوتين لا يمكنه الهروب من المساءلة عن الفظائع التي ارتكبت ضد الشعب الأوكراني».
أصدر الرئيس الأمريكي جو بايدن بيانا وصف الغزو الروسي بأنه «غير مبرر وغير معقول»، واتهم الرئيس الروسي فلاديمير بوتين بشن «حرب مع سبق الإصرار ستؤدي إلى خسائر فادحة في الأرواح ومعاناة بشرية». وصف بايدن بوتين بأنه «مجرم حرب» ردًا على أسئلة المراسلين في 16 مارس. بالإضافة إلى ذلك، أدان بايدن الأوليغارشية الروسية الذين دعموا بوتين، قائلاً: «إننا ننضم إلى حلفائنا الأوروبيين للعثور على يخوتكم وشققكم الفاخرة وطائراتكم النفاثة الخاصة والاستيلاء عليها. نحن قادمون من أجل مكاسبكم السيئة».
كما نددت إدارة بايدن بقرار بوتين وضع قوات الردع النووي الروسية في حالة تأهب قصوى. بالإضافة إلى ذلك، أعلنت الحكومة رسميًا أن أفراد القوات المسلحة الروسية قد ارتكبوا جرائم حرب في أوكرانيا.
دعا السناتور ميت رومني الولايات المتحدة وحلفائها إلى «حماية الحرية» وإخضاع بوتين وروسيا «لأقسى العقوبات الاقتصادية، من خلال طردهم من المؤسسات العالمية، وإلزام أنفسنا بتوسيع وتحديث دفاعنا القومي».

## عقوبات على روسيا وبيلاروسيا
قال بايدن إنه سيجمد جميع الأصول الروسية في الولايات المتحدة ويقيد استخدام روسيا للعملات الرئيسية، مثل الدولار واليورو والجنيه الاسترليني والين. كما حظرت الولايات المتحدة الطائرات الروسية من دخول واستخدام المجال الجوي الأمريكي.
أعلنت وزارة الخزانة الأمريكية أنها قررت فرض عقوبات على 24 فردًا وكيانًا بيلاروسيا، بما في ذلك وزير الدفاع البيلاروسي، فيكتور خرينين، للسماح لروسيا باستخدام أراضيها لشن هجمات على أوكرانيا. كما فرضت الولايات المتحدة عقوبات على الرئيس البيلاروسي ألكسندر لوكاشينكو. أُعلن أن جميع الممتلكات والمصالح المملوكة لرئيس بيلاروسيا أو زوجته مقيدة الآن في البلاد. كما أعلنت وزارة الخارجية أن لوكاشينكو وزوجته وأطفالهم ممنوعون من دخول الولايات المتحدة 
في 28 فبراير، أعلنت الولايات المتحدة طرد 12 دبلوماسيًا روسيًا من البعثة الدائمة لروسيا لدى الأمم المتحدة بتهمة «أنشطة تجسس». في 3 مارس، فرضت الولايات المتحدة عقوبات إضافية على الأفراد الروس: السكرتير الصحفي الروسي ديمتري بيسكوف، و22 كيانًا مرتبطًا بالدفاع، و19 من أعضاء الأوليغارشية الذين أطلق عليهم جو بايدن «أصدقاء بوتين»، سيواجهون جميعًا قيودًا على التأشيرات الأمريكية.
أفادت الأنباء أن إدارة بايدن تستعد لفرض عقوبات على أكثر من 300 عضو في مجلس الدوما الروسي.